# Dénéan
Dénéan est une localité du Burkina Faso, située dans le département de Thiou, la province du Yatenga et la région du Nord, à proximité de la frontière avec le Mali et à 57 km d'Ouahigouya. 

## Géographie
La localité est traversée par un cours d'eau.

## Population
En 1996, la population était estimée à 1 500 personnes. Lors du recensement de 2006, on y a dénombré 1 783 habitants. 

Ce sont majoritairement des Kalamsé, également des Mossi, des Peuls et des San.

Les principales religions pratiquées sont l'islam et l'animisme.

## Organisation
En 2005 il n'y a pas de chef de village, mais un délégué.

## Économie
En 2005 un marché s'y tient tous les deux jours.